# Марија Антонеску
Марија Антонеску (рођена као Марија Никулеску), а позната и као Марија Маресал Антонеску и Рика Антонеску (Калафат, 3. новембар 1892 — Букурешт, 19. октобар 1964) је била румунска чланица вишег друштва и филантрополог, жена вође и председника Румуније током Другог светског рата, Јона Антонеског.
Марија је већи део живота провела у Француској, а посебно позната постала је по вођењу добротворне организације, која је била груписана у Организацији Савета за друштвено деловање.
Имала је два брака иза себе, пре удаје за Јона Антонеског. Ухапшена је убрзо након државног удара 1944. године, а кратко време била је ратни заробљеник у Совјетском Савезу.

## Биографија
Рођена је у Калафату 3. новембра 1892. године, док други извори наводе да је рођена 1891. године. Њен отац био је Теодор Николеску, капетан румунске армије, а мајка Анђела (или Анђелина).
Удала се за Георгија Цимбру, румунског полицајца, са којим је имала сина Георгија, који је боловао од полиомијелитиса. Цимбру је преминуо пре 1919. године, након чега се Марија преселила у Париз. У јулу 1919. године удала се за бизнисмена Гиљема Августа Јозефа, Француза јеврејског порекла.
Од Јозефа се развела 1926. године и удала за Јона Антонеског, који је тада био румунски војни аташе у Француској, а касније се пар преселио у Букурешт, где је Антонеску служио као генерални секретар у Министарству одбране Румуније. Марија и Јон Антонеску венчали су се 29. августа 1927. године, док постоје извори да је њихово венчање одржано 1928. године. Антонеску је убрзо постао утицајни политичар, а Марија као његова жена, широко позната јавности.
Године 1938, Јон Антонеску и румунски краљ Карол II Румунски ушли су у сукоб, а Антонеском је суђено за бигамију, оптужен је да се од претходне супруге није ни разводио, а склопио нови брак са Маријом Никулеску. Уз помоћ његовог адвоката Михаја Никулеског, одбранио се на суду од стране краља и због тога је имао велико поштовање јавности.
Марија је преузела је одговорност над државном добротворном организацијом Подршка. Током овог периода, постала је пријатељица са Ветруијом Гогом, женом румунског политичара Октавиана Гоге. Њих две су заједно са још велики бројем имућних жена формирале политички лоби. Овај потез Марије се није допао краљици Хелен, која је постала неповерљива према њеним политичким иницијативама. Ипак, почетком 1941. године Марија се придружила управи друштва Регина Елизабета, друштвеној организацији којом је преседавала краљица Јелена.
Дана 10. септембра 1944. године преминуо је Маријин син, Георги Цимбру, а наводи се да је он извршио самоубиство. Марија је ухапшена у општини Казанешти, где јој је уточиште понудио блиски пријатељ њеног секретара. Према неким изворима, Марија се након хапшења обратила краљици Јелени, од које је тражила заштиту, која је одбијена. У марту 1945. године Марију су притвориле совјетске снаге и као и њен супруг пре, она је превезена на совјетску територију, где је саслушавана. Пуштена је кад и њен супруг, у априлу 1945. године, након чега се вратила у Румунију.
Преминула је од последица срчаног удара 18. октобра 1964. године у Букурешту.